# Los Carrizales
Los Carrizales es una de las entidades de población que conforman el municipio de Buenavista del Norte, en la isla de Tenerife —Canarias, España—.

## Geografía
Está situado en la cabecera del barranco del mismo nombre en el macizo de Teno, a unos dieciséis kilómetros del casco urbano de Buenavista del Norte. Alcanza una altitud media de 430 m s. n. m.
Cuenta con una pequeña ermita y con varias viviendas dedicadas al turismo rural.
Toda la superficie del caserío se encuentra incluida en el parque rural de Teno.

## Demografía
Se divide en Carrizal Alto y Carrizal Bajo.
| Año        | 2000 | 2005 | 2010 | 2015 | 2020 |
| ---------- | ---- | ---- | ---- | ---- | ---- |
| Habitantes | 45   | 44   | 39   | 32   | 21   |

## Comunicaciones
Se llega al caserío por una carretera que enlaza con la carretera TF-436, que une Buenavista del Norte con Santiago del Teide.

### Transporte público
En autobús ―guagua― queda conectado mediante las siguientes líneas de TITSA:
| Línea | Trayecto                        | Recorrido     |
| ----- | ------------------------------- | ------------- |
| 355   | Buenavista-Masca-Valle Santiago | Horario/Línea |
| 365   | Buenavista-Masca                | Horario/Línea |